# Ghiacciaio Brunvoll
Il ghiacciaio Brunvoll è un ampio ghiacciaio situato sulla costa di Mawson, in Antartide. In particolare il ghiacciaio, il cui punto più alto si trova circa 210 m s.l.m, fluisce verso nord fino ad arrivare sulla costa scorrendo tra il monolite di Murray e il monte Torlyn, a est, e il monolite di Scullin e il picco Mikkelsen, a ovest.

## Storia
Il ghiacciaio Brunvoll è stato così battezzato su suggerimento di Bjarne Aagaard il quale propose di nominare il ghiacciaio in onore dei fratelli Arnold e  Saebjorn Brunvoll, capitani di baleniera norvegesi che esplorarono questa costa a bordo del Seksern nel gennaio 1931.